# Kesselaid
Kesselaid este o insuliță estonă cu suprafața de 1,7 km² situată între insula Muhu și continent, în apele strâmtorii Suur väin care face legătura dintre strâmtoarea Väinameri și Golful Riga. Pe insulă există un singur sat, care din punct de vedere administrativ aparține comunei Muhu, comitatul Saare.
Kesselaid este cea mai veche și cea mai înaltă insuliță estonă: ea s-a ridicat din ape cu aproximativ 5000 de ani în urmă și atinge în prezent o înălțime de 15,6 m deasupra nivelului mării.
Stâncile de 7-8 m ale insulei sunt protejate în cadrul unei rezervații naturale începând din anul 1938.
Prima mențiune documentară a insulei Kesselaid a apărut în 1644 în cartea suedeză Een siö-book, som innehåller om siöfarten i Östersiön (trad: O carte maritimă, despre navigația maritimă în Marea Baltică) de Johan Månsson. Etnicii estoni au locuit pe insulă timp de secole, dar începând din sec. XVI aceasta a fost colonizată puternic de germani. Kesselaid a fost vândută în 1807 nobilului german Jacob Friedrich von Helwig. La sfârșitul anilor 1930 insula mai avea 35 de locuitori permanenți. În 2016 avea doar cinci.
Astăzi insula este folosită ca pășune pentru vite și capre, dar în ultima vreme a devenit și o atracție pentru turiștii iubitori de natură. Acolo cresc aproape 400 specii de plante vasculare, dintre care 27 constituie specii protejate. De remarcat sunt cele 17 specii de orhidee depistate pe insulă. Mistreții și elanii de pe Muhu trec uneori înot strâmtoarea și ajung pe Kesselaid.
Un far a fost construit pe insulă în 1885, dar farul actual, complet automatizat, datează din 1994.

## Galerie

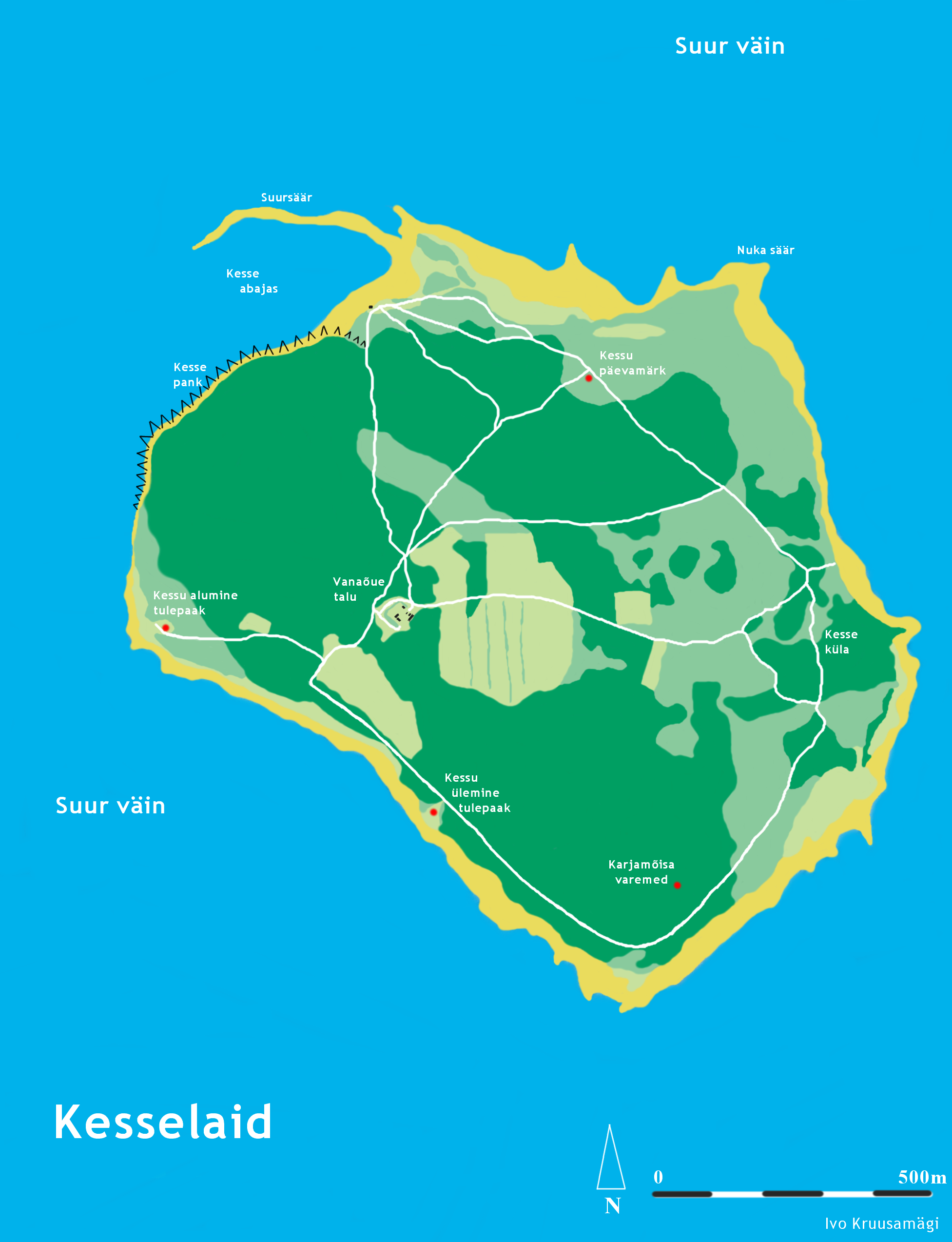
Harta insulei
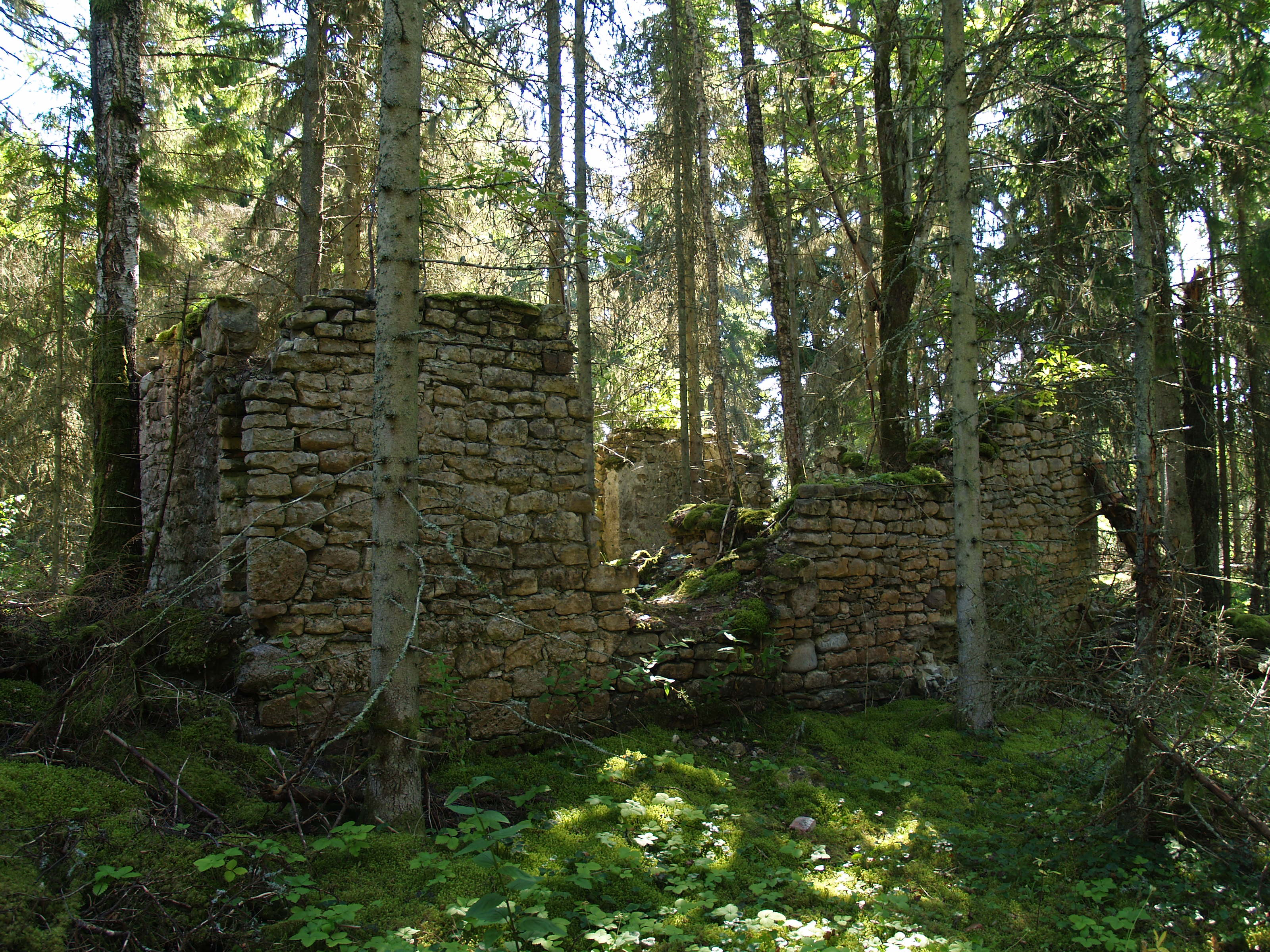
Ruinele unui conac construit în 1807
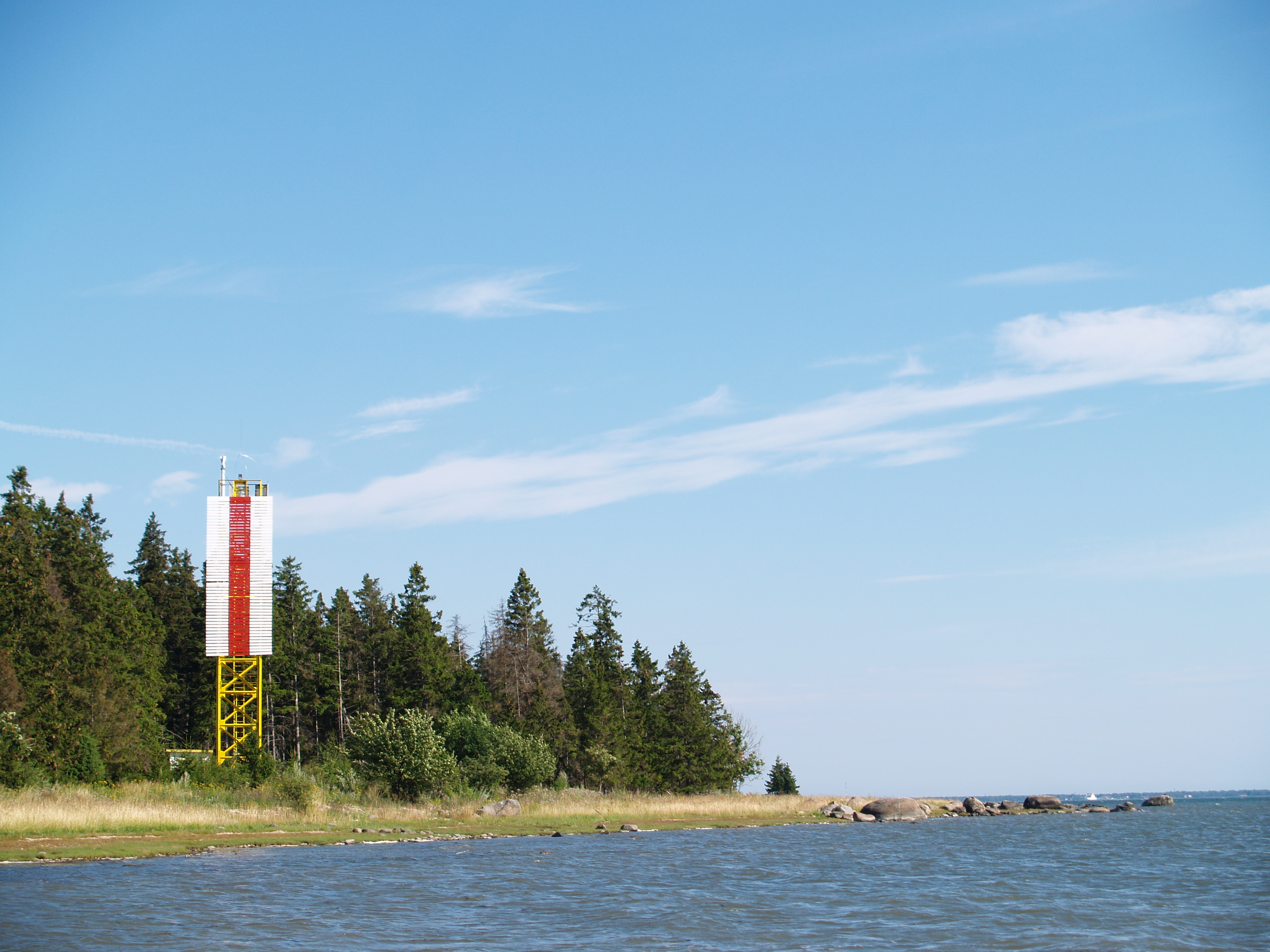
Far
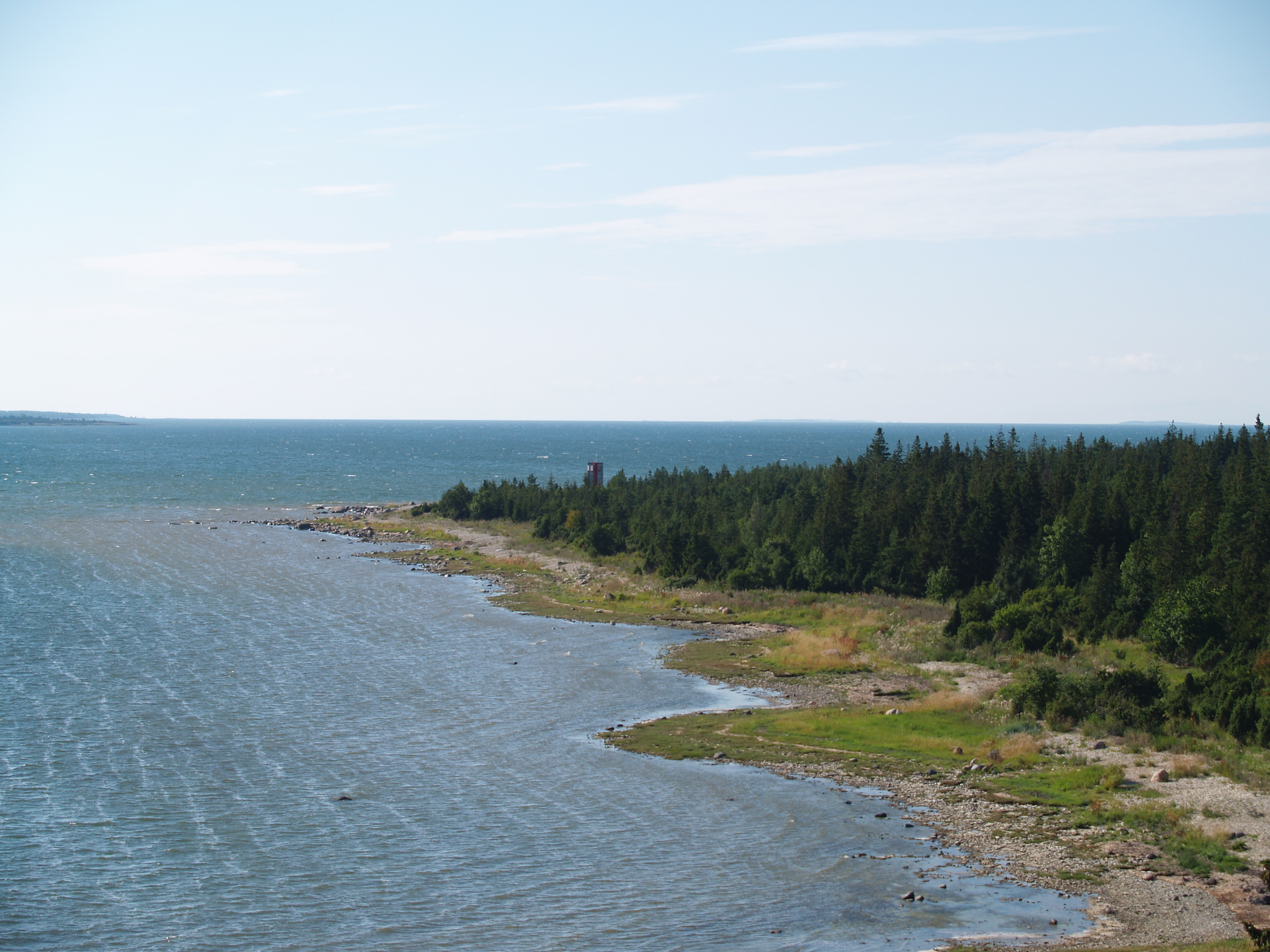
Litoralul